# Лофои (водопад)
Лофои (фр. chutes de la Lofoyi) — водопад в Национальном парке Кунделунгу. Находится на юге Демократической Республики Конго, в провинции Верхняя Катанга.
Высота выдопада составляет 347 м, что делает его одним из крупнейших водопадов в Центральной Африке. Средняя ширина составляет 23 м, максимальная — 46 м.
Водопад находится на высоте 1323 м над уровнем моря.
Водопад является притоком реки Луфира. Размер водопада немного уменьшается в сухой сезон с июня по октябрь.